# ديدييه دينارت
ديدييه دينارت (بالفرنسية: Didier Dinart) مواليد 18 يناير 1977 في بوانت-آه-بيتر، غوادلوب، الأنتيل الفرنسية، هو لاعب كرة يد فرنسي. مثل منتخب فرنسا لكرة اليد. شارك في دورة الألعاب الأولمبية الصيفية سنة 2000.

## المسيرة الاحترافية
لعب مع نادي مونبلييه لكرة اليد في الدوري الفرنسي من سنة 1997 إلى 2003، ثم انضم إلى نادي ثيوداد ريال لكرة اليد في الدوري الإسباني من سنة 2003 إلى 2011، ثم لعب مع نادي باريس سان جيرمان لكرة اليد في الدوري الفرنسي في موسم 2012-2013.

## تمثيل المنتخب
مثل منتخب بلاده في البطولات التالية:
- بطولة أوروبا لكرة اليد للرجال 2012
- الألعاب الأولمبية الصيفية 2012

## الإنجازات
- كأس العالم : 2001، 2009، 2011
- دوري الأبطال : 2003، 2006، 2008
- بطولة فرنسا : 1998، 1999، 2000، 2002، 2003
- بطولة إسبانيا : 2004
- كأس إسبانيا لكرة اليد
- كأس فرنسا : 1999، 2000، 2001، 2002، 2003

## روابط خارجية
- ديدييه دينارت على موقع الاتحاد الأوروبي لكرة اليد (الإنجليزية)
- ديدييه دينارت على موقع اللجنة الأولمبية الدولية (الإنجليزية)
- ديدييه دينارت على موقع أوليمبيديا (الإنجليزية)
- ديدييه دينارت على موقع اللجنة الأولمبية الفرنسية (مؤرشف) (الفرنسية)